# Mangustka długonosa
Mangustka długonosa, kuzimanze (Crossarchus obscurus) – gatunek drapieżnego ssaka z podrodziny Mungotinae w obrębie rodziny mangustowatych (Herpestidae).

## Taksonomia
Gatunek po raz pierwszy zgodnie z zasadami nazewnictwa binominalnego opisał w 1825 roku francuski przyrodnik Frédéric Cuvier, nadając mu nazwę Crossarchus obscurus. Holotyp pochodził z Sierra Leone.
Autorzy Illustrated Checklist of the Mammals of the World uznają ten gatunek za monotypowy. 

### Etymologia
- Crossarchus: gr. κροσσοι krossoi „frędzel”; ἀρχὀς arkhos „odbyt”[9].
- obscurus: łac. obscurus „ciemny”[10].

## Zasięg występowania
Mangustka długonosa występuje w Afryce Zachodniej – w Gwinei, Sierra Leone, Liberii, Wybrzeżu Kości Słoniowej i Ghanie.

## Morfologia
Długość ciała (bez ogona) 30–37 cm, długość ogona 14,6–21 cm, długość ucha 2–2,6 cm, długość tylnej stopy 6–7,3 cm; masa ciała 0,45–1 kg. Mangustka długonosa ma bardzo długą, wąską głowę i pysk z nozdrzami wysuniętymi pod górną wargę.
Występują w różnych kolorach. Ich futro jest mieszanką kolorów brązowego, szarego i żółtego. Końcówki futra są nieco jaśniejsze, natomiast przy ciele oraz na nogach ciemniejsze.

## Ekologia
Występuje na wysokości do 1000 metrów. Zamieszkuje tereny wilgotnych lasów tropikalnych oraz mokradeł. Można je spotkać również na sawannie w pobliżu zbiorników wodnych.
Podobnie jak większość mangustowatych, gatunek ten jest bardzo towarzyski i żyje w grupach rodzinnych liczących nie więcej niż 12 osobników, które żerując porozumiewają się ze sobą świergotliwymi głosami. W skład ich pożywienia wchodzą: dżdżownice, pająki, ślimaki. Podczas poszukiwania pożywienia ryją w ściółce i ziemi; polują również na kraby, gady, płazy, drobne ssaki i ptaki, których jaja również chętnie zjadają. Jajami i ofiarami chronionymi przez twarde pancerze rzucają o drzewo lub kamień, aby dostać się do ich miękkiego, jadalnego wnętrza. W nocy mangustki śpią w samodzielnie wykopanych przez siebie norach; często wykorzystują do tego też stare termitiery. Na drzewa wspinają się tylko w chwili zagrożenia.

### Rozmnażanie
Samica rodzi kilka razy do roku 2 do 4 młodych. Ciąża trwa około 60 dni. Po narodzeniu młode mają około 10 mm długości, a dojrzałość osiągają po około 9 miesiącach.